# Llista de topònims de Montagut i Oix
Llista de topònims (noms propis de lloc) del municipi de Montagut i Oix, a la Garrotxa
Informació actualitzada per un bot. Els canvis manuals es perdran quan s'actualitzi!

## abric rocós
| imatge | Nom                    | Ubicat a       | instància de | Detalls | coordenades                                                         | Protecció | Commons (més fotos) | Dades a WD                    |
| ------ | ---------------------- | -------------- | ------------ | ------- | ------------------------------------------------------------------- | --------- | ------------------- | ----------------------------- |
|        | Balma d'en Pei         | Montagut i Oix | abric rocós  |         | 42° 18′ 32″ N, 2° 33′ 27″ E / 42.3090013257583°N,2.5575242880281°E  |           |                     | Modifica les dades a Wikidata |
|        | Balma de l'Ermita      | Montagut i Oix | abric rocós  |         | 42° 19′ 23″ N, 2° 35′ 34″ E / 42.3231543785117°N,2.59274173683599°E |           |                     | Modifica les dades a Wikidata |
|        | Balma del Borrec       | Montagut i Oix | abric rocós  |         | 42° 18′ 40″ N, 2° 31′ 45″ E / 42.3111671946738°N,2.5292248039414°E  |           |                     | Modifica les dades a Wikidata |
|        | Balma dels Gitanos     | Montagut i Oix | abric rocós  |         | 42° 18′ 15″ N, 2° 31′ 44″ E / 42.3040954872867°N,2.52876792365974°E |           |                     | Modifica les dades a Wikidata |
|        | Balma dels Polvoraires | Montagut i Oix | abric rocós  |         | 42° 17′ 27″ N, 2° 33′ 31″ E / 42.2908941470789°N,2.55862145279406°E |           |                     | Modifica les dades a Wikidata |
|        | Balmes d'Uja           | Montagut i Oix | abric rocós  |         | 42° 19′ 05″ N, 2° 34′ 44″ E / 42.3179713009292°N,2.57901373359764°E |           |                     | Modifica les dades a Wikidata |
|        | Balmes del Xerri       | Montagut i Oix | abric rocós  |         | 42° 17′ 44″ N, 2° 37′ 34″ E / 42.2955562713488°N,2.6261706610837°E  |           |                     | Modifica les dades a Wikidata |
|        | la Balmeta             | Montagut i Oix | abric rocós  |         | 42° 18′ 37″ N, 2° 34′ 26″ E / 42.310234580332°N,2.57401762854289°E  |           |                     | Modifica les dades a Wikidata |

## cabana
| imatge | Nom                    | Ubicat a              | instància de | Detalls                                                  | coordenades                                                         | Protecció                                  | Commons (més fotos) | Dades a WD                    |
| ------ | ---------------------- | --------------------- | ------------ | -------------------------------------------------------- | ------------------------------------------------------------------- | ------------------------------------------ | ------------------- | ----------------------------- |
|        | Corral del Mas Mitjà   | Montagut i Oix Monars | cabana       | Estil: arquitectura popular Estat: enderrocat o destruït |                                                                     | bé integrant del patrimoni cultural català |                     | Modifica les dades a Wikidata |
|        | corral de les Grateres | Montagut i Oix        | cabana       |                                                          | 42° 18′ 22″ N, 2° 33′ 05″ E / 42.3061134989127°N,2.55138094059899°E |                                            |                     | Modifica les dades a Wikidata |

## casa
| imatge | Nom                                              | Ubicat a              | instància de | Detalls                     | coordenades                                                               | Protecció                                            | Commons (més fotos)                              | Dades a WD                    |
| ------ | ------------------------------------------------ | --------------------- | ------------ | --------------------------- | ------------------------------------------------------------------------- | ---------------------------------------------------- | ------------------------------------------------ | ----------------------------- |
|        | Cabeces                                          | Montagut i Oix        | casa         |                             | 42° 17′ 59″ N, 2° 32′ 13″ E / 42.29981°N,2.53685°E                        | bé d'interès cultural bé cultural d'interès nacional |                                                  | Modifica les dades a Wikidata |
|        | Casa i cabana de Mas de l'Om a Monars            | Montagut i Oix Monars | casa masia   | Estil: arquitectura popular | 42° 19′ 29″ N, 2° 32′ 30″ E / 42.324651°N,2.541761°E                      | bé integrant del patrimoni cultural català           |                                                  | Modifica les dades a Wikidata |
|        | casa de portes adovellades al carrer Major d'Oix | Oix                   | casa         | Estil: arquitectura popular | 42° 16′ 17″ N, 2° 31′ 43″ E / 42.271385°N,2.528571°E ca:C. Major 414 msnm | bé integrant del patrimoni cultural català           | Casa de portes adovellades al carrer Major d'Oix | Modifica les dades a Wikidata |

## castell
| imatge | Nom                   | Ubicat a       | instància de                       | Detalls                                 | coordenades                                                       | Protecció                                            | Commons (més fotos)                    | Dades a WD                    |
| ------ | --------------------- | -------------- | ---------------------------------- | --------------------------------------- | ----------------------------------------------------------------- | ---------------------------------------------------- | -------------------------------------- | ----------------------------- |
|        | Castell de Montagut   | Montagut i Oix | castell torre de telegrafia òptica |                                         | 42° 13′ 51″ N, 2° 34′ 20″ E / 42.23083333°N,2.57222222°E 597 msnm | bé d'interès cultural bé cultural d'interès nacional | Castell de Montagut                    | Modifica les dades a Wikidata |
|        | Castell de Pera       | Montagut i Oix | castell                            |                                         | 42° 17′ 03″ N, 2° 29′ 41″ E / 42.2841°N,2.49472°E                 | bé d'interès cultural bé cultural d'interès nacional | Castell Masia de Pera (Montagut i Oix) | Modifica les dades a Wikidata |
|        | Castell del Montpetit | Montagut i Oix | castell                            |                                         | 42° 15′ 45″ N, 2° 29′ 55″ E / 42.2625°N,2.498611°E                | bé d'interès cultural bé cultural d'interès nacional |                                        | Modifica les dades a Wikidata |
|        | castell Sespasa       | Montagut i Oix | castell                            |                                         | 42° 16′ 52″ N, 2° 35′ 19″ E / 42.281072°N,2.588673°E 402 msnm     | bé d'interès cultural bé cultural d'interès nacional | Castell Sespasa                        | Modifica les dades a Wikidata |
|        | castell d'Oix         | Oix            | castell                            | Estil: arquitectura gòtica 15th century | 42° 16′ 25″ N, 2° 31′ 54″ E / 42.2736°N,2.53167°E                 | bé d'interès cultural bé cultural d'interès nacional | Castell d'Oix                          | Modifica les dades a Wikidata |

## cementiri
| imatge | Nom                   | Ubicat a       | instància de | Detalls | coordenades                                                        | Protecció | Commons (més fotos) | Dades a WD                    |
| ------ | --------------------- | -------------- | ------------ | ------- | ------------------------------------------------------------------ | --------- | ------------------- | ----------------------------- |
|        | cementiri d'Oix       | Montagut i Oix | cementiri    |         | 42° 16′ 10″ N, 2° 31′ 26″ E / 42.2695723630696°N,2.5238231004632°E |           | Cementiri d'Oix     | Modifica les dades a Wikidata |
|        | cementiri de Montagut | Montagut i Oix | cementiri    |         | 42° 13′ 36″ N, 2° 36′ 06″ E / 42.226801680598°N,2.60179563133651°E |           |                     | Modifica les dades a Wikidata |

## cova
| imatge | Nom                      | Ubicat a       | instància de | Detalls | coordenades                                                         | Protecció | Commons (més fotos) | Dades a WD                    |
| ------ | ------------------------ | -------------- | ------------ | ------- | ------------------------------------------------------------------- | --------- | ------------------- | ----------------------------- |
|        | Balma del Corneta        | Montagut i Oix | cova         |         | 42° 17′ 09″ N, 2° 34′ 22″ E / 42.2859584963914°N,2.57282275245531°E |           |                     | Modifica les dades a Wikidata |
|        | Baumes de Caixurma       | Montagut i Oix | cova         |         | 42° 12′ 41″ N, 2° 33′ 32″ E / 42.2112998°N,2.5588699°E              |           | Baumes de Caixurma  | Modifica les dades a Wikidata |
|        | Tuta d'Escales           | Montagut i Oix | cova         |         | 42° 17′ 05″ N, 2° 33′ 21″ E / 42.2846600340348°N,2.55581468044352°E |           |                     | Modifica les dades a Wikidata |
|        | Tuta dels Morts          | Montagut i Oix | cova         |         | 42° 19′ 24″ N, 2° 35′ 00″ E / 42.3233092277832°N,2.58320158840845°E |           |                     | Modifica les dades a Wikidata |
|        | cova d'en Puigmal        | Montagut i Oix | cova         |         | 42° 16′ 57″ N, 2° 34′ 48″ E / 42.2824638132018°N,2.58006280524704°E |           |                     | Modifica les dades a Wikidata |
|        | cova de l'Esparver       | Montagut i Oix | cova         |         | 42° 17′ 21″ N, 2° 35′ 44″ E / 42.2892376923196°N,2.59543476469202°E |           |                     | Modifica les dades a Wikidata |
|        | cova de les Cabres       | Montagut i Oix | cova         |         | 42° 17′ 26″ N, 2° 35′ 45″ E / 42.2905904290793°N,2.59594769985015°E |           |                     | Modifica les dades a Wikidata |
|        | cova de les Monges       | Montagut i Oix | cova         |         | 42° 17′ 03″ N, 2° 35′ 18″ E / 42.2841690032531°N,2.58834758514796°E |           |                     | Modifica les dades a Wikidata |
|        | cova del Coll Roig       | Montagut i Oix | cova         |         | 42° 16′ 59″ N, 2° 35′ 16″ E / 42.2830234132426°N,2.58784564207381°E |           |                     | Modifica les dades a Wikidata |
|        | cova del Querforadat     | Montagut i Oix | cova         |         | 42° 17′ 19″ N, 2° 35′ 41″ E / 42.2887309588329°N,2.59475874499516°E |           |                     | Modifica les dades a Wikidata |
|        | cova dels Trabucaires    | Montagut i Oix | cova         |         | 42° 19′ 21″ N, 2° 35′ 01″ E / 42.3224916286679°N,2.58374097612192°E |           |                     | Modifica les dades a Wikidata |
|        | el Celler de la Manllada | Montagut i Oix | cova         |         | 42° 17′ 06″ N, 2° 35′ 00″ E / 42.2849431317521°N,2.58324838403948°E |           |                     | Modifica les dades a Wikidata |
|        | la Bora Foradada         | Montagut i Oix | cova         |         | 42° 18′ 20″ N, 2° 32′ 27″ E / 42.3055856438346°N,2.54088971998299°E |           |                     | Modifica les dades a Wikidata |
|        | la Tuta d'Escales        | Montagut i Oix | cova         |         | 42° 17′ 01″ N, 2° 33′ 29″ E / 42.283552198282°N,2.55812691245617°E  |           |                     | Modifica les dades a Wikidata |

## curs d'aigua
| imatge | Nom      | Ubicat a                                                                         | instància de | Detalls                                                 | coordenades | Protecció | Commons (més fotos) | Dades a WD                    |
| ------ | -------- | -------------------------------------------------------------------------------- | ------------ | ------------------------------------------------------- | --- | --------- | ------------------- | ----------------------------- |
|        | Fluvià   | Comarques gironines província de Girona                                          | curs d'aigua | Desemboca: mar Mediterrània Llarg: 70km Conca: 973.8km² | 42° 05′ 36″ N, 2° 27′ 33″ E / 42.0934°N,2.4591°E 42° 12′ 07″ N, 3° 06′ 38″ E / 42.2019°N,3.1106°E 2 msnm                    |           | Fluvià              | Modifica les dades a Wikidata |
|        | Llierca  | la Vall de Bianya Montagut i Oix Sales de Llierca Tortellà Sant Jaume de Llierca | curs d'aigua | Desemboca: Fluvià                                       | 42° 15′ 53″ N, 2° 22′ 36″ E / 42.264691°N,2.376651°E 42° 12′ 39″ N, 2° 36′ 43″ E / 42.210754°N,2.611838°E                   |           | Llierca River       | Modifica les dades a Wikidata |
|        | Toronell | Sant Joan les Fonts Castellfollit de la Roca Montagut i Oix                      | curs d'aigua | Desemboca: Fluvià                                       | 42° 10′ 27″ N, 2° 34′ 38″ E / 42.17409166666667°N,2.5771944444444443°E 42° 13′ 09″ N, 2° 33′ 25″ E / 42.219228°N,2.556923°E |           | Toronell            | Modifica les dades a Wikidata |

## entitat singular de població
| imatge | Nom                       | Ubicat a       | instància de                                                                   | Detalls | coordenades                                                                     | Protecció | Commons (més fotos)       | Dades a WD                    |
| ------ | ------------------------- | -------------- | ------------------------------------------------------------------------------ | ------- | ------------------------------------------------------------------------------- | --------- | ------------------------- | ----------------------------- |
|        | Fluvià                    | Montagut i Oix | entitat singular de població                                                   | 61 hab  | 42° 13′ 13″ N, 2° 33′ 27″ E / 42.2202894°N,2.557391055°E 248 msnm               |           |                           | Modifica les dades a Wikidata |
|        | Llierca                   | Montagut i Oix | entitat singular de població                                                   | 23 hab  | 42° 13′ 58″ N, 2° 36′ 17″ E / 42.23268026°N,2.60480219°E 218 msnm               |           |                           | Modifica les dades a Wikidata |
|        | Monars                    | Montagut i Oix | entitat singular de població ens local històric de Catalunya                   | 5 hab   | 42° 19′ 34″ N, 2° 32′ 20″ E / 42.3261°N,2.53881°E 950 msnm                      |           | Monars                    | Modifica les dades a Wikidata |
|        | Montagut                  | Montagut i Oix | entitat singular de població ens local històric de Catalunya capital municipal | 390 hab | 42° 13′ 48″ N, 2° 35′ 47″ E / 42.23003°N,2.59631°E 276 msnm                     |           | Montagut (Montagut i Oix) | Modifica les dades a Wikidata |
|        | Oix                       | Montagut i Oix | entitat singular de població ens local històric de Catalunya                   | 82 hab  | 42° 16′ 19″ N, 2° 31′ 41″ E / 42.27194444444444°N,2.5280555555555555°E 413 msnm |           | Oix                       | Modifica les dades a Wikidata |
|        | Sant Eudald               | Montagut i Oix | entitat singular de població                                                   | 17 hab  | 42° 14′ 48″ N, 2° 34′ 06″ E / 42.2466203900341°N,2.56830021811828°E 380 msnm    |           |                           | Modifica les dades a Wikidata |
|        | Sant Miquel de Pera       | Montagut i Oix | entitat singular de població ens local històric de Catalunya                   | 8 hab   | 42° 17′ 02″ N, 2° 29′ 41″ E / 42.2839°N,2.49472°E 751 msnm                      |           | Sant Miquel de Pera       | Modifica les dades a Wikidata |
|        | Santa Bàrbara de Pruneres | Montagut i Oix | entitat singular de població                                                   | 6 hab   | 42° 16′ 30″ N, 2° 33′ 36″ E / 42.274950660673°N,2.5598734779367°E 722 msnm      |           |                           | Modifica les dades a Wikidata |
|        | Talaixà                   | Montagut i Oix | entitat singular de població ens local històric de Catalunya                   | 9 hab   | 42° 18′ 03″ N, 2° 34′ 21″ E / 42.3008°N,2.5725°E 768.5 msnm                     |           | Talaixà                   | Modifica les dades a Wikidata |
|        | Toralles                  | Montagut i Oix | entitat singular de població ens local històric de Catalunya                   | 3 hab   | 42° 15′ 35″ N, 2° 29′ 35″ E / 42.25972222°N,2.49305556°E 625 msnm               |           | Toralles (Montagut i Oix) | Modifica les dades a Wikidata |
|        | Veïnat de Carrera         | Montagut i Oix | entitat singular de població                                                   | 12 hab  | 42° 13′ 44″ N, 2° 33′ 02″ E / 42.228982890747°N,2.5504984644434°E 292 msnm      |           |                           | Modifica les dades a Wikidata |
|        | el Cós i la Cometa        | Montagut i Oix | entitat singular de població                                                   | 329 hab | 42° 13′ 59″ N, 2° 34′ 27″ E / 42.23310202°N,2.57410164°E 537 msnm               |           |                           | Modifica les dades a Wikidata |
|        | els Angles                | Montagut i Oix | entitat singular de població                                                   | 27 hab  | 42° 12′ 37″ N, 2° 34′ 21″ E / 42.210153727252°N,2.5724381257113°E 217 msnm      |           |                           | Modifica les dades a Wikidata |
|        | els Vilars                | Montagut i Oix | entitat singular de població                                                   | 30 hab  | 42° 14′ 32″ N, 2° 34′ 01″ E / 42.24215607°N,2.567040044°E 346 msnm              |           |                           | Modifica les dades a Wikidata |

## església
| imatge | Nom                                       | Ubicat a              | instància de      | Detalls                                    | coordenades                                                                                  | Protecció                                  | Commons (més fotos)             | Dades a WD                    |
| ------ | ----------------------------------------- | --------------------- | ----------------- | ------------------------------------------ | -------------------------------------------------------------------------------------------- | ------------------------------------------ | ------------------------------- | ----------------------------- |
|        | Mare de Déu de la Devesa                  | Montagut i Oix        | església          | Estil: arquitectura romànica               | 42° 12′ 23″ N, 2° 34′ 05″ E / 42.206307°N,2.567989°E ca:Els Angles 551 msnm                  | bé integrant del patrimoni cultural català | Mare de Déu de la Devesa        | Modifica les dades a Wikidata |
|        | Mare de Déu del Cós                       | Montagut i Oix        | església capella  | Estil: arquitectura popular                | 42° 13′ 51″ N, 2° 34′ 21″ E / 42.2307°N,2.57251°E ca:Puig del Cós                            | bé integrant del patrimoni cultural català | Mare de Déu del Cós             | Modifica les dades a Wikidata |
|        | Sant Agustí                               | Montagut i Oix        | església capella  |                                            | 42° 15′ 56″ N, 2° 32′ 41″ E / 42.265676761827°N,2.54479273130631°E                           |                                            |                                 | Modifica les dades a Wikidata |
|        | Sant Aniol d'Aguja                        | Montagut i Oix Riu    | església          | Estil: art romànic 859                     | 42° 19′ 01″ N, 2° 35′ 17″ E / 42.3169°N,2.588°E ca:Costat de la riera de Sant Aniol 444 msnm | bé integrant del patrimoni cultural català | Església de Sant Aniol d'Aguja  | Modifica les dades a Wikidata |
|        | Sant Eudald de Jou                        | Montagut i Oix        | església ermita   | Estil: arquitectura romànica               | 42° 14′ 45″ N, 2° 34′ 13″ E / 42.245967°N,2.570216°E                                         | bé integrant del patrimoni cultural català | Sant Eudald de Jou              | Modifica les dades a Wikidata |
|        | Sant Feliu de Monars                      | Montagut i Oix        | església          | Estil: arquitectura romànica               | 42° 19′ 33″ N, 2° 32′ 19″ E / 42.325945°N,2.538742°E                                         | bé integrant del patrimoni cultural català |                                 | Modifica les dades a Wikidata |
|        | Sant Feliu de Riu                         | Montagut i Oix Riu    | església          | Estil: arquitectura romànica               | 42° 17′ 47″ N, 2° 35′ 38″ E / 42.296293°N,2.593906°E 543 msnm                                | bé integrant del patrimoni cultural català | Sant Feliu de Riu               | Modifica les dades a Wikidata |
|        | Sant Llorenç d'Oix                        | Montagut i Oix        | església          | Estil: arquitectura romànica 1017          | 42° 16′ 17″ N, 2° 31′ 44″ E / 42.271441°N,2.528977°E                                         | bé integrant del patrimoni cultural català | Sant Llorenç d'Oix              | Modifica les dades a Wikidata |
|        | Sant Martí de Toralles                    | Montagut i Oix        | església          | Estil: arquitectura romànica               | 42° 15′ 36″ N, 2° 29′ 36″ E / 42.259941°N,2.493308°E                                         | bé integrant del patrimoni cultural català | Sant Martí de Toralles          | Modifica les dades a Wikidata |
|        | Sant Miquel d'Hortmoier                   | Montagut i Oix        | església          | Estil: arquitectura romànica               | 42° 17′ 54″ N, 2° 32′ 20″ E / 42.298430555556°N,2.5387694444444°E ca:Vall d'Hortmoier        | bé integrant del patrimoni cultural català | Sant Miquel d'Hortmoier         | Modifica les dades a Wikidata |
|        | Sant Miquel de Maians                     | Montagut i Oix Monars | església          | Estil: arquitectura romànica Estat: ruïnós | 42° 18′ 47″ N, 2° 32′ 22″ E / 42.313069°N,2.539382°E                                         | bé integrant del patrimoni cultural català |                                 | Modifica les dades a Wikidata |
|        | Sant Pere de Montagut                     | Montagut i Oix        | església          |                                            | 42° 13′ 48″ N, 2° 35′ 49″ E / 42.23011111°N,2.59703056°E ca:Pl. de l'Església, Montagut      | bé integrant del patrimoni cultural català | Sant Pere de Montagut           | Modifica les dades a Wikidata |
|        | Santa Bàrbara de Pruneres                 | Montagut i Oix        | església          | Estil: arquitectura romànica               | 42° 16′ 32″ N, 2° 33′ 32″ E / 42.275447°N,2.558827°E ca:a llevant d'Oix                      | bé integrant del patrimoni cultural català | Santa Bàrbara de Pruneres       | Modifica les dades a Wikidata |
|        | Santa Maria d'Escales                     | Montagut i Oix        | església          | Estil: arquitectura romànica               | 42° 17′ 18″ N, 2° 33′ 55″ E / 42.288421°N,2.565355°E ca:Veïnat d'Escales                     | bé integrant del patrimoni cultural català | Santa Maria d'Escales           | Modifica les dades a Wikidata |
|        | capella del Vilar de Talaixà              | Montagut i Oix        | església capella  | Estil: arquitectura popular                | 42° 18′ 02″ N, 2° 33′ 00″ E / 42.300592°N,2.549973°E                                         | bé integrant del patrimoni cultural català |                                 | Modifica les dades a Wikidata |
|        | els Cossos Sants                          | Montagut i Oix        | església capella  |                                            | 42° 15′ 08″ N, 2° 35′ 22″ E / 42.2520928878009°N,2.58947755330894°E                          |                                            |                                 | Modifica les dades a Wikidata |
|        | església de Nostra Senyora de les Agulles | Montagut i Oix        | església santuari | Estil: arquitectura romànica               | 42° 18′ 21″ N, 2° 37′ 20″ E / 42.305919°N,2.622236°E 870 msnm                                | bé integrant del patrimoni cultural català | Nostra Senyora de les Agulles   | Modifica les dades a Wikidata |
|        | església de Sant Martí                    | Montagut i Oix        | església          | Estil: arquitectura barroca                | 42° 18′ 03″ N, 2° 34′ 21″ E / 42.3008°N,2.5725°E ca:Talaixà 7685 782.8 msnm                  | bé integrant del patrimoni cultural català | Sant Martí de Talaixà           | Modifica les dades a Wikidata |
|        | església de Sant Miquel de Pera           | Montagut i Oix        | església          | Estil: arquitectura romànica               | 42° 17′ 02″ N, 2° 29′ 41″ E / 42.283873°N,2.494809°E                                         | bé integrant del patrimoni cultural català | Església de Sant Miquel de Pera | Modifica les dades a Wikidata |

## font
| imatge | Nom                  | Ubicat a       | instància de | Detalls                     | coordenades                                                         | Protecció                                  | Commons (més fotos)  | Dades a WD                    |
| ------ | -------------------- | -------------- | ------------ | --------------------------- | ------------------------------------------------------------------- | ------------------------------------------ | -------------------- | ----------------------------- |
|        | font de Can Cots     | Montagut i Oix | font         |                             | 42° 18′ 43″ N, 2° 34′ 58″ E / 42.311960881348°N,2.5826703571814°E   |                                            |                      | Modifica les dades a Wikidata |
|        | font de Pruant       | Montagut i Oix | font         |                             | 42° 15′ 25″ N, 2° 33′ 14″ E / 42.2569154511541°N,2.55393718143465°E |                                            |                      | Modifica les dades a Wikidata |
|        | font de Rogers       | Montagut i Oix | font         |                             | 42° 17′ 48″ N, 2° 36′ 30″ E / 42.296740768219°N,2.608246192295°E    |                                            |                      | Modifica les dades a Wikidata |
|        | font del Còdol       | Montagut i Oix | font         |                             | 42° 17′ 52″ N, 2° 37′ 26″ E / 42.297694149138°N,2.62401096308947°E  |                                            |                      | Modifica les dades a Wikidata |
|        | font del Cóm         | Montagut i Oix | font         |                             | 42° 19′ 02″ N, 2° 32′ 42″ E / 42.317221300644°N,2.5450169915598°E   |                                            |                      | Modifica les dades a Wikidata |
|        | font del Sant        | Montagut i Oix | font         |                             | 42° 19′ 25″ N, 2° 35′ 50″ E / 42.323720564406°N,2.5971561900244°E   |                                            |                      | Modifica les dades a Wikidata |
|        | font del poble d'Oix | Montagut i Oix | font         | Estil: arquitectura popular | 42° 16′ 20″ N, 2° 31′ 42″ E / 42.272158°N,2.528311°E                | bé integrant del patrimoni cultural català | Font del poble d'Oix | Modifica les dades a Wikidata |
|        | la Fontica           | Montagut i Oix | font         |                             | 42° 18′ 13″ N, 2° 32′ 42″ E / 42.3037125871493°N,2.54511427251647°E |                                            |                      | Modifica les dades a Wikidata |

## forn de calç
| imatge | Nom                               | Ubicat a       | instància de | Detalls                     | coordenades | Protecció                                  | Commons (més fotos) | Dades a WD                    |
| ------ | --------------------------------- | -------------- | ------------ | --------------------------- | ----------- | ------------------------------------------ | ------------------- | ----------------------------- |
|        | Forn de calç d'Oliva Giberta      | Montagut i Oix | forn de calç | Estil: arquitectura popular |             | bé integrant del patrimoni cultural català |                     | Modifica les dades a Wikidata |
|        | Forn de calç de Casanova del Pont | Montagut i Oix | forn de calç | Estil: arquitectura popular |             | bé integrant del patrimoni cultural català |                     | Modifica les dades a Wikidata |
|        | Forn de calç de Montpetit         | Montagut i Oix | forn de calç | Estil: arquitectura popular |             | bé integrant del patrimoni cultural català |                     | Modifica les dades a Wikidata |
|        | Forn de calç de la Casavella      | Montagut i Oix | forn de calç | Estil: arquitectura popular |             | bé integrant del patrimoni cultural català |                     | Modifica les dades a Wikidata |
|        | Forn de calç del Molí d'Escales   | Montagut i Oix | forn de calç | Estil: arquitectura popular |             | bé integrant del patrimoni cultural català |                     | Modifica les dades a Wikidata |
|        | Forn de calç el Vilarot           | Montagut i Oix | forn de calç | Estil: arquitectura popular |             | bé integrant del patrimoni cultural català |                     | Modifica les dades a Wikidata |

## granja
| imatge | Nom                | Ubicat a       | instància de | Detalls | coordenades                                                                  | Protecció | Commons (més fotos) | Dades a WD                    |
| ------ | ------------------ | -------------- | ------------ | ------- | ---------------------------------------------------------------------------- | --------- | ------------------- | ----------------------------- |
|        | Granges Noel       | Montagut i Oix | granja       |         | 42° 12′ 37″ N, 2° 34′ 43″ E / 42.2103188382577°N,2.57873593016662°E          |           |                     | Modifica les dades a Wikidata |
|        | Granges d'en Cros  | Montagut i Oix | granja       |         | 42° 16′ 08″ N, 2° 31′ 32″ E / 42.2688134930051°N,2.52542942470438°E 409 msnm |           | Granges d'en Cros   | Modifica les dades a Wikidata |
|        | Granges d'en Xera  | Montagut i Oix | granja       |         | 42° 13′ 52″ N, 2° 36′ 05″ E / 42.2310606769545°N,2.60151437073126°E          |           |                     | Modifica les dades a Wikidata |
|        | Granges de Nau     | Montagut i Oix | granja       |         | 42° 13′ 15″ N, 2° 33′ 32″ E / 42.2208359824742°N,2.5589764293785°E           |           |                     | Modifica les dades a Wikidata |
|        | Granja Casaponsa   | Montagut i Oix | granja       |         | 42° 13′ 50″ N, 2° 32′ 56″ E / 42.2304963732938°N,2.54885081360496°E          |           |                     | Modifica les dades a Wikidata |
|        | Granja d'en Guixot | Montagut i Oix | granja       |         | 42° 13′ 54″ N, 2° 36′ 28″ E / 42.2316677917962°N,2.60781230336111°E          |           |                     | Modifica les dades a Wikidata |
|        | Granja d'en Picard | Montagut i Oix | granja       |         | 42° 13′ 30″ N, 2° 36′ 00″ E / 42.225129186926°N,2.59997639919559°E           |           |                     | Modifica les dades a Wikidata |
|        | Granja d'en Salvi  | Montagut i Oix | granja       |         | 42° 16′ 02″ N, 2° 32′ 03″ E / 42.2673544958986°N,2.53421928416101°E          |           |                     | Modifica les dades a Wikidata |

## masia
| imatge | Nom                         | Ubicat a                | instància de | Detalls                                                | coordenades                                                                                  | Protecció                                  | Commons (més fotos)        | Dades a WD                    |
| ------ | --------------------------- | ----------------------- | ------------ | ------------------------------------------------------ | -------------------------------------------------------------------------------------------- | ------------------------------------------ | -------------------------- | ----------------------------- |
|        | Ca l'Anica                  | Montagut i Oix          | masia        |                                                        | 42° 16′ 25″ N, 2° 31′ 36″ E / 42.2736729018047°N,2.52665415520593°E                          |                                            |                            | Modifica les dades a Wikidata |
|        | Ca l'Anton                  | Montagut i Oix          | masia        |                                                        | 42° 17′ 10″ N, 2° 29′ 47″ E / 42.2859991146897°N,2.49628754049793°E                          |                                            |                            | Modifica les dades a Wikidata |
|        | Ca l'Avi                    | Montagut i Oix          | masia        |                                                        | 42° 13′ 27″ N, 2° 36′ 21″ E / 42.2241583189296°N,2.605701901399°E                            |                                            |                            | Modifica les dades a Wikidata |
|        | Ca l'Ouet                   | Montagut i Oix          | masia        |                                                        | 42° 16′ 04″ N, 2° 31′ 20″ E / 42.2677°N,2.5221°E 448 msnm                                    |                                            |                            | Modifica les dades a Wikidata |
|        | Ca la Guila                 | Montagut i Oix          | masia        |                                                        | 42° 17′ 18″ N, 2° 29′ 37″ E / 42.2883913934166°N,2.49347867272597°E                          |                                            |                            | Modifica les dades a Wikidata |
|        | Ca n'Agustí de Riu          | Montagut i Oix Riu      | masia        | Estil: arquitectura popular                            | 42° 18′ 09″ N, 2° 36′ 42″ E / 42.30243833°N,2.611725°E ca:Al fons de la vall de Riu 598 msnm | bé integrant del patrimoni cultural català | Ca n'Agustí de Riu         | Modifica les dades a Wikidata |
|        | Ca n'Olivet                 | Montagut i Oix          | masia        |                                                        | 42° 13′ 31″ N, 2° 34′ 17″ E / 42.2253052634157°N,2.57142637979732°E                          |                                            |                            | Modifica les dades a Wikidata |
|        | Cal Belitre                 | Montagut i Oix          | masia        |                                                        | 42° 18′ 58″ N, 2° 33′ 07″ E / 42.3162025751501°N,2.55194030575617°E                          |                                            |                            | Modifica les dades a Wikidata |
|        | Cal Bessó                   | Montagut i Oix Monars   | masia        |                                                        | 42° 19′ 34″ N, 2° 32′ 18″ E / 42.3260555616202°N,2.53838635911734°E                          |                                            |                            | Modifica les dades a Wikidata |
|        | Cal Boc                     | Montagut i Oix          | masia        |                                                        | 42° 12′ 27″ N, 2° 34′ 24″ E / 42.2073895419158°N,2.57325558865681°E                          |                                            |                            | Modifica les dades a Wikidata |
|        | Cal Pastor                  | Montagut i Oix          | masia        |                                                        | 42° 17′ 29″ N, 2° 30′ 07″ E / 42.29150842906°N,2.50190844837732°E                            |                                            |                            | Modifica les dades a Wikidata |
|        | Cal Quic                    | Montagut i Oix          | masia        |                                                        | 42° 16′ 23″ N, 2° 29′ 46″ E / 42.2731098911139°N,2.49597788182099°E                          |                                            |                            | Modifica les dades a Wikidata |
|        | Cal Sastre                  | Montagut i Oix          | masia        |                                                        | 42° 19′ 01″ N, 2° 35′ 15″ E / 42.3170471499147°N,2.58740526050187°E                          |                                            |                            | Modifica les dades a Wikidata |
|        | Camporiol                   | Montagut i Oix          | masia        |                                                        | 42° 15′ 25″ N, 2° 32′ 10″ E / 42.2568972868673°N,2.53619964746504°E                          |                                            |                            | Modifica les dades a Wikidata |
|        | Can Banal                   | Montagut i Oix          | masia        |                                                        | 42° 14′ 36″ N, 2° 35′ 00″ E / 42.2432981384044°N,2.58319530279348°E                          |                                            |                            | Modifica les dades a Wikidata |
|        | Can Barrufa                 | Montagut i Oix          | masia        |                                                        | 42° 19′ 02″ N, 2° 34′ 59″ E / 42.3173287646941°N,2.58309543437241°E                          |                                            |                            | Modifica les dades a Wikidata |
|        | Can Belluga                 | Montagut i Oix          | masia        |                                                        | 42° 14′ 10″ N, 2° 36′ 01″ E / 42.2360274789384°N,2.60017421006132°E                          |                                            |                            | Modifica les dades a Wikidata |
|        | Can Blanc                   | Montagut i Oix          | masia        |                                                        | 42° 12′ 34″ N, 2° 34′ 50″ E / 42.2094425011367°N,2.58044989754038°E                          |                                            |                            | Modifica les dades a Wikidata |
|        | Can Bolós                   | Montagut i Oix          | masia        | Estil: arquitectura popular 18th century               | 42° 13′ 57″ N, 2° 35′ 32″ E / 42.232532°N,2.592128°E 295 msnm                                | bé integrant del patrimoni cultural català |                            | Modifica les dades a Wikidata |
|        | Can Bruguer                 | Montagut i Oix          | masia        |                                                        | 42° 13′ 33″ N, 2° 35′ 56″ E / 42.2259543202713°N,2.59898965962242°E                          |                                            |                            | Modifica les dades a Wikidata |
|        | Can Bundanci                | Montagut i Oix          | masia        |                                                        | 42° 14′ 06″ N, 2° 33′ 01″ E / 42.2350325883869°N,2.55039402694643°E                          |                                            |                            | Modifica les dades a Wikidata |
|        | Can Cabanes                 | Montagut i Oix          | masia        |                                                        | 42° 13′ 40″ N, 2° 36′ 12″ E / 42.2279060494543°N,2.60341250697578°E                          |                                            |                            | Modifica les dades a Wikidata |
|        | Can Canet                   | Montagut i Oix          | masia        |                                                        | 42° 12′ 19″ N, 2° 34′ 18″ E / 42.2053664892756°N,2.57174287543445°E                          |                                            |                            | Modifica les dades a Wikidata |
|        | Can Capdevila               | Montagut i Oix          | masia        |                                                        | 42° 13′ 53″ N, 2° 32′ 42″ E / 42.2314268317732°N,2.54500256024143°E                          |                                            |                            | Modifica les dades a Wikidata |
|        | Can Cassanyes               | Montagut i Oix          | masia        |                                                        | 42° 13′ 33″ N, 2° 33′ 59″ E / 42.2257821097839°N,2.56650340015492°E                          |                                            |                            | Modifica les dades a Wikidata |
|        | Can Cellers                 | Montagut i Oix          | masia        |                                                        | 42° 13′ 39″ N, 2° 35′ 46″ E / 42.227430675283°N,2.59622954310284°E                           |                                            |                            | Modifica les dades a Wikidata |
|        | Can Coc                     | Montagut i Oix          | masia        |                                                        | 42° 17′ 10″ N, 2° 33′ 26″ E / 42.2862235973715°N,2.55723494172685°E                          |                                            |                            | Modifica les dades a Wikidata |
|        | Can Collell                 | Montagut i Oix          | masia        |                                                        | 42° 14′ 30″ N, 2° 34′ 13″ E / 42.2416019909505°N,2.57018888876261°E                          |                                            |                            | Modifica les dades a Wikidata |
|        | Can Coromina                | Montagut i Oix          | masia        | Estil: arquitectura popular 18th century               | 42° 13′ 55″ N, 2° 35′ 37″ E / 42.231938°N,2.593609°E 285 msnm                                | bé integrant del patrimoni cultural català |                            | Modifica les dades a Wikidata |
|        | Can Domènec                 | Montagut i Oix          | masia        |                                                        | 42° 13′ 24″ N, 2° 32′ 55″ E / 42.2232273148753°N,2.54859964032401°E                          |                                            |                            | Modifica les dades a Wikidata |
|        | Can Ferran                  | Montagut i Oix          | masia        |                                                        | 42° 15′ 49″ N, 2° 32′ 31″ E / 42.2635219013285°N,2.54193464530048°E                          |                                            |                            | Modifica les dades a Wikidata |
|        | Can Ferrussola              | Montagut i Oix          | masia        |                                                        | 42° 13′ 57″ N, 2° 35′ 31″ E / 42.2325040577267°N,2.59194347018157°E                          |                                            |                            | Modifica les dades a Wikidata |
|        | Can Florit                  | Montagut i Oix          | masia        |                                                        | 42° 17′ 37″ N, 2° 30′ 02″ E / 42.2936736203548°N,2.50069045654727°E                          |                                            |                            | Modifica les dades a Wikidata |
|        | Can Font                    | Montagut i Oix          | masia        |                                                        | 42° 14′ 22″ N, 2° 35′ 35″ E / 42.2394972006433°N,2.59314680184765°E                          |                                            |                            | Modifica les dades a Wikidata |
|        | Can Freixa                  | Montagut i Oix          | masia        |                                                        | 42° 13′ 54″ N, 2° 35′ 50″ E / 42.231567748118°N,2.59713631861208°E                           |                                            |                            | Modifica les dades a Wikidata |
|        | Can Garriga                 | Montagut i Oix          | masia        |                                                        | 42° 13′ 59″ N, 2° 35′ 48″ E / 42.2331874795231°N,2.59673820853084°E                          |                                            |                            | Modifica les dades a Wikidata |
|        | Can Gin de Baix             | Montagut i Oix          | masia        |                                                        | 42° 13′ 23″ N, 2° 33′ 01″ E / 42.2231348640457°N,2.5502845774896°E                           |                                            |                            | Modifica les dades a Wikidata |
|        | Can Gin de Dalt             | Montagut i Oix          | masia        |                                                        | 42° 13′ 25″ N, 2° 33′ 02″ E / 42.2235052513705°N,2.55057276131779°E                          |                                            |                            | Modifica les dades a Wikidata |
|        | Can Grau                    | Montagut i Oix          | masia        |                                                        | 42° 13′ 13″ N, 2° 34′ 45″ E / 42.2203349388882°N,2.57903285607842°E                          |                                            |                            | Modifica les dades a Wikidata |
|        | Can Grill                   | Montagut i Oix          | masia        |                                                        | 42° 13′ 35″ N, 2° 32′ 59″ E / 42.2264924041174°N,2.54982450867502°E                          |                                            |                            | Modifica les dades a Wikidata |
|        | Can Gustinet                | Montagut i Oix          | masia        |                                                        | 42° 18′ 10″ N, 2° 30′ 21″ E / 42.3029086861909°N,2.50571309558623°E                          |                                            |                            | Modifica les dades a Wikidata |
|        | Can Llobera                 | Montagut i Oix          | masia        |                                                        | 42° 14′ 09″ N, 2° 35′ 31″ E / 42.2357196989565°N,2.59205606988628°E                          |                                            |                            | Modifica les dades a Wikidata |
|        | Can Lloreda                 | Montagut i Oix          | masia        |                                                        | 42° 12′ 49″ N, 2° 34′ 21″ E / 42.213704°N,2.57241°E 340.1 msnm                               |                                            |                            | Modifica les dades a Wikidata |
|        | Can Malards                 | Montagut i Oix          | masia        |                                                        | 42° 14′ 22″ N, 2° 35′ 45″ E / 42.2394612555962°N,2.59571652418019°E                          |                                            |                            | Modifica les dades a Wikidata |
|        | Can Malcasat                | Montagut i Oix          | masia        |                                                        | 42° 14′ 23″ N, 2° 32′ 19″ E / 42.239803727448°N,2.53850650364435°E                           |                                            |                            | Modifica les dades a Wikidata |
|        | Can Mariano                 | Montagut i Oix          | masia        |                                                        | 42° 14′ 30″ N, 2° 31′ 17″ E / 42.2415708643536°N,2.52139140862567°E                          |                                            |                            | Modifica les dades a Wikidata |
|        | Can Martissa                | Montagut i Oix          | masia        |                                                        | 42° 14′ 04″ N, 2° 36′ 13″ E / 42.2343550784083°N,2.6035660416677°E                           |                                            |                            | Modifica les dades a Wikidata |
|        | Can Masó                    | Montagut i Oix          | masia        |                                                        | 42° 14′ 26″ N, 2° 35′ 30″ E / 42.24056944°N,2.59169444°E 355 msnm                            |                                            |                            | Modifica les dades a Wikidata |
|        | Can Medilló                 | Montagut i Oix          | masia        |                                                        | 42° 13′ 14″ N, 2° 33′ 19″ E / 42.2204883968183°N,2.55525904971052°E                          |                                            |                            | Modifica les dades a Wikidata |
|        | Can Meia                    | Montagut i Oix          | masia        |                                                        | 42° 13′ 30″ N, 2° 34′ 03″ E / 42.2249479775809°N,2.5674179163302°E                           |                                            |                            | Modifica les dades a Wikidata |
|        | Can Moixina                 | Montagut i Oix          | masia        |                                                        | 42° 16′ 09″ N, 2° 32′ 00″ E / 42.2690980018636°N,2.53330913109979°E                          |                                            |                            | Modifica les dades a Wikidata |
|        | Can Panorra                 | Montagut i Oix          | masia        |                                                        | 42° 16′ 32″ N, 2° 31′ 38″ E / 42.2755930653591°N,2.52710061781923°E                          |                                            |                            | Modifica les dades a Wikidata |
|        | Can Pastorillo de Rabassa   | Montagut i Oix          | masia        |                                                        | 42° 17′ 41″ N, 2° 30′ 08″ E / 42.2946614826779°N,2.50211408843083°E                          |                                            |                            | Modifica les dades a Wikidata |
|        | Can Pei                     | Montagut i Oix          | masia        |                                                        | 42° 16′ 33″ N, 2° 32′ 28″ E / 42.27590833°N,2.54109167°E 390 msnm                            |                                            |                            | Modifica les dades a Wikidata |
|        | Can Pere Carrera            | Montagut i Oix          | masia        |                                                        | 42° 13′ 53″ N, 2° 32′ 49″ E / 42.2312995120939°N,2.54696669974944°E                          |                                            |                            | Modifica les dades a Wikidata |
|        | Can Pere Mel                | Montagut i Oix          | masia        |                                                        | 42° 13′ 57″ N, 2° 36′ 28″ E / 42.2324245520172°N,2.60788033173999°E                          |                                            |                            | Modifica les dades a Wikidata |
|        | Can Pesca                   | Montagut i Oix          | masia        |                                                        | 42° 13′ 13″ N, 2° 33′ 36″ E / 42.2202542186832°N,2.55992556974432°E                          |                                            |                            | Modifica les dades a Wikidata |
|        | Can Quei de Baix            | Montagut i Oix          | masia        |                                                        | 42° 13′ 46″ N, 2° 32′ 50″ E / 42.2293821861746°N,2.54722277632188°E                          |                                            |                            | Modifica les dades a Wikidata |
|        | Can Quei de Dalt            | Montagut i Oix          | masia        |                                                        | 42° 13′ 49″ N, 2° 32′ 49″ E / 42.2302724905136°N,2.54688921461583°E                          |                                            |                            | Modifica les dades a Wikidata |
|        | Can Ral                     | Montagut i Oix          | masia        |                                                        | 42° 18′ 28″ N, 2° 37′ 53″ E / 42.3078392581024°N,2.63129107031859°E                          |                                            |                            | Modifica les dades a Wikidata |
|        | Can Reixac                  | Montagut i Oix          | masia        |                                                        | 42° 13′ 15″ N, 2° 33′ 54″ E / 42.2207962103561°N,2.56507138972295°E                          |                                            |                            | Modifica les dades a Wikidata |
|        | Can Riera                   | Montagut i Oix          | masia        |                                                        | 42° 12′ 53″ N, 2° 34′ 34″ E / 42.21486111°N,2.57623889°E 225 msnm                            |                                            |                            | Modifica les dades a Wikidata |
|        | Can Roca                    | Montagut i Oix          | masia        |                                                        | 42° 16′ 24″ N, 2° 31′ 40″ E / 42.2733980174673°N,2.52769911112752°E                          |                                            |                            | Modifica les dades a Wikidata |
|        | Can Roure                   | Montagut i Oix          | masia        |                                                        | 42° 14′ 33″ N, 2° 35′ 35″ E / 42.2425503411542°N,2.59315142851466°E                          |                                            |                            | Modifica les dades a Wikidata |
|        | Can Rovell                  | Montagut i Oix          | masia        |                                                        | 42° 14′ 02″ N, 2° 36′ 13″ E / 42.233832851245°N,2.60360566742058°E                           |                                            |                            | Modifica les dades a Wikidata |
|        | Can Salines                 | Montagut i Oix          | masia        |                                                        | 42° 16′ 56″ N, 2° 34′ 46″ E / 42.2822088899054°N,2.57931253541338°E                          |                                            |                            | Modifica les dades a Wikidata |
|        | Can Sedó                    | Montagut i Oix          | masia        |                                                        | 42° 13′ 41″ N, 2° 34′ 50″ E / 42.2281125505743°N,2.58044747008179°E                          |                                            |                            | Modifica les dades a Wikidata |
|        | Can Serra                   | Montagut i Oix          | masia        |                                                        | 42° 16′ 58″ N, 2° 29′ 42″ E / 42.2827237425464°N,2.49489459526578°E                          |                                            |                            | Modifica les dades a Wikidata |
|        | Can Silol                   | Montagut i Oix          | masia        |                                                        | 42° 16′ 26″ N, 2° 31′ 37″ E / 42.2739537865382°N,2.52706436586495°E                          |                                            |                            | Modifica les dades a Wikidata |
|        | Can Siu                     | Montagut i Oix          | masia        |                                                        | 42° 18′ 02″ N, 2° 33′ 42″ E / 42.3005336356631°N,2.56172057249722°E                          |                                            |                            | Modifica les dades a Wikidata |
|        | Can Talla-rames             | Montagut i Oix          | masia        |                                                        | 42° 13′ 13″ N, 2° 33′ 40″ E / 42.2201863486229°N,2.56101653055192°E                          |                                            |                            | Modifica les dades a Wikidata |
|        | Can Tiraburres              | Montagut i Oix          | masia        |                                                        | 42° 13′ 13″ N, 2° 33′ 42″ E / 42.220378070461°N,2.56169373142887°E                           |                                            |                            | Modifica les dades a Wikidata |
|        | Can Tomàs                   | Montagut i Oix          | masia        |                                                        | 42° 14′ 52″ N, 2° 30′ 28″ E / 42.2478532414259°N,2.50768261194891°E                          |                                            |                            | Modifica les dades a Wikidata |
|        | Can Vallmajor               | Montagut i Oix          | masia        |                                                        | 42° 14′ 43″ N, 2° 35′ 07″ E / 42.2453226990379°N,2.5851698798758°E                           |                                            |                            | Modifica les dades a Wikidata |
|        | Can Viaplana                | Montagut i Oix          | masia        |                                                        | 42° 12′ 54″ N, 2° 34′ 34″ E / 42.2149834916707°N,2.57612431707338°E                          |                                            |                            | Modifica les dades a Wikidata |
|        | Can Vila                    | Montagut i Oix          | masia        |                                                        | 42° 13′ 52″ N, 2° 34′ 51″ E / 42.2311757201456°N,2.58073015086362°E                          |                                            |                            | Modifica les dades a Wikidata |
|        | Can Vinyoles                | Montagut i Oix          | masia        |                                                        | 42° 13′ 34″ N, 2° 34′ 00″ E / 42.226°N,2.56662°E 425 msnm                                    |                                            |                            | Modifica les dades a Wikidata |
|        | Can Xa                      | Montagut i Oix          | masia        |                                                        | 42° 18′ 05″ N, 2° 30′ 07″ E / 42.3012623021368°N,2.50195289809049°E                          |                                            |                            | Modifica les dades a Wikidata |
|        | Can Xicó                    | Montagut i Oix          | masia        |                                                        | 42° 14′ 10″ N, 2° 36′ 17″ E / 42.2362412394496°N,2.60468136217049°E                          |                                            |                            | Modifica les dades a Wikidata |
|        | Can Xiquers                 | Montagut i Oix          | masia        |                                                        | 42° 14′ 17″ N, 2° 35′ 48″ E / 42.2380054729195°N,2.59663481406446°E                          |                                            |                            | Modifica les dades a Wikidata |
|        | Casa Vella                  | Montagut i Oix          | masia        |                                                        | 42° 15′ 08″ N, 2° 35′ 21″ E / 42.2520916289821°N,2.58912600433862°E                          |                                            |                            | Modifica les dades a Wikidata |
|        | Casa de la Plana de Riu     | Montagut i Oix          | masia        | Estil: arquitectura popular                            | 42° 18′ 02″ N, 2° 36′ 20″ E / 42.300572°N,2.605622°E                                         | bé integrant del patrimoni cultural català |                            | Modifica les dades a Wikidata |
|        | Casa de les Valls           | Montagut i Oix          | masia        |                                                        | 42° 18′ 43″ N, 2° 31′ 58″ E / 42.3119565367924°N,2.53284702717887°E                          |                                            |                            | Modifica les dades a Wikidata |
|        | Casanova del Pont           | Montagut i Oix          | masia        |                                                        | 42° 14′ 49″ N, 2° 36′ 04″ E / 42.2470368182288°N,2.60123201382208°E                          |                                            |                            | Modifica les dades a Wikidata |
|        | Catielles                   | Montagut i Oix          | masia        |                                                        | 42° 15′ 46″ N, 2° 31′ 38″ E / 42.2626427286222°N,2.52724590651579°E                          |                                            |                            | Modifica les dades a Wikidata |
|        | Clot del Molí               | Montagut i Oix          | masia        |                                                        | 42° 13′ 14″ N, 2° 33′ 58″ E / 42.2206556470453°N,2.56600533572484°E                          |                                            |                            | Modifica les dades a Wikidata |
|        | Coll Joell                  | Montagut i Oix          | masia        |                                                        | 42° 17′ 57″ N, 2° 31′ 28″ E / 42.299126020738°N,2.5245236431422°E                            |                                            |                            | Modifica les dades a Wikidata |
|        | Colldejou                   | Montagut i Oix          | masia        |                                                        | 42° 16′ 40″ N, 2° 34′ 41″ E / 42.277720796783°N,2.5780453817539°E                            |                                            |                            | Modifica les dades a Wikidata |
|        | Collsesmoles                | Montagut i Oix          | masia        |                                                        | 42° 16′ 24″ N, 2° 29′ 27″ E / 42.2732488012518°N,2.49072591483402°E                          |                                            |                            | Modifica les dades a Wikidata |
|        | Costavella                  | Montagut i Oix          | masia        |                                                        | 42° 13′ 19″ N, 2° 34′ 10″ E / 42.222073606145°N,2.56944894510895°E                           |                                            |                            | Modifica les dades a Wikidata |
|        | Costejà                     | Montagut i Oix          | masia        |                                                        | 42° 16′ 20″ N, 2° 30′ 57″ E / 42.2723580160487°N,2.51587138060848°E 474 msnm                 |                                            | Costejà                    | Modifica les dades a Wikidata |
|        | Fontanelles                 | Montagut i Oix          | masia        |                                                        | 42° 14′ 30″ N, 2° 35′ 06″ E / 42.2417469474361°N,2.58509633824643°E                          |                                            |                            | Modifica les dades a Wikidata |
|        | Gar                         | Montagut i Oix          | masia        |                                                        | 42° 16′ 25″ N, 2° 31′ 38″ E / 42.2736209671688°N,2.52716386838494°E                          |                                            |                            | Modifica les dades a Wikidata |
|        | Magrians                    | Montagut i Oix          | masia        |                                                        | 42° 17′ 56″ N, 2° 29′ 09″ E / 42.29895849226°N,2.4857040465297°E                             |                                            |                            | Modifica les dades a Wikidata |
|        | Mallats                     | Montagut i Oix          | masia        |                                                        | 42° 14′ 29″ N, 2° 33′ 14″ E / 42.2414761839155°N,2.55375417752801°E                          |                                            |                            | Modifica les dades a Wikidata |
|        | Maranyó                     | Montagut i Oix          | masia        |                                                        | 42° 17′ 16″ N, 2° 34′ 07″ E / 42.2877889640989°N,2.56860144897209°E                          |                                            |                            | Modifica les dades a Wikidata |
|        | Mas Guixot                  | Montagut i Oix          | masia        |                                                        | 42° 13′ 50″ N, 2° 36′ 30″ E / 42.2305975989816°N,2.60826731478201°E                          |                                            |                            | Modifica les dades a Wikidata |
|        | Mas Mandreu                 | Montagut i Oix          | masia        |                                                        | 42° 13′ 41″ N, 2° 34′ 28″ E / 42.2280632557904°N,2.57440088493293°E                          |                                            |                            | Modifica les dades a Wikidata |
|        | Mas Mitjà                   | Montagut i Oix Monars   | masia        |                                                        | 42° 19′ 30″ N, 2° 32′ 08″ E / 42.3251170310483°N,2.53568674476556°E 975 msnm                 |                                            | Mas Mitjà (Montagut i Oix) | Modifica les dades a Wikidata |
|        | Mas Rei                     | Montagut i Oix          | masia        |                                                        | 42° 15′ 07″ N, 2° 34′ 30″ E / 42.2518869759047°N,2.57498023565562°E                          |                                            |                            | Modifica les dades a Wikidata |
|        | Mas Salou                   | Montagut i Oix          | masia        |                                                        | 42° 14′ 45″ N, 2° 35′ 28″ E / 42.2457586501832°N,2.59120350439808°E                          |                                            |                            | Modifica les dades a Wikidata |
|        | Mas Tort                    | Montagut i Oix          | masia        |                                                        | 42° 14′ 44″ N, 2° 35′ 46″ E / 42.2454694515602°N,2.59600544290331°E                          |                                            |                            | Modifica les dades a Wikidata |
|        | Masia de la Masó de Talaixà | Montagut i Oix          | masia        | Estil: arquitectura popular                            | 42° 18′ 04″ N, 2° 34′ 17″ E / 42.30108°N,2.571498°E                                          | bé integrant del patrimoni cultural català |                            | Modifica les dades a Wikidata |
|        | Masia del Saguer de Pera    | Montagut i Oix          | masia        | Estil: arquitectura popular                            | 42° 16′ 43″ N, 2° 28′ 32″ E / 42.278504°N,2.475496°E 624 msnm                                | bé integrant del patrimoni cultural català |                            | Modifica les dades a Wikidata |
|        | Meians                      | Montagut i Oix Monars   | masia        |                                                        | 42° 18′ 48″ N, 2° 32′ 22″ E / 42.3132082321234°N,2.53948740747844°E                          |                                            |                            | Modifica les dades a Wikidata |
|        | Misseclòs                   | Montagut i Oix          | masia        |                                                        | 42° 14′ 20″ N, 2° 31′ 47″ E / 42.2389580442245°N,2.5298588882918°E                           |                                            |                            | Modifica les dades a Wikidata |
|        | Nau                         | Montagut i Oix          | masia        |                                                        | 42° 13′ 15″ N, 2° 33′ 29″ E / 42.2207779351333°N,2.55793480030626°E                          |                                            |                            | Modifica les dades a Wikidata |
|        | Oliva Giberta               | Montagut i Oix          | masia        |                                                        | 42° 14′ 59″ N, 2° 32′ 15″ E / 42.2497330848948°N,2.53737949976538°E                          |                                            |                            | Modifica les dades a Wikidata |
|        | Palomer de Baix             | Montagut i Oix          | masia        | Estil: arquitectura popular                            | 42° 13′ 02″ N, 2° 34′ 35″ E / 42.217325°N,2.57633°E 221 msnm                                 | bé integrant del patrimoni cultural català |                            | Modifica les dades a Wikidata |
|        | Palomeres                   | Montagut i Oix          | masia        |                                                        | 42° 16′ 06″ N, 2° 33′ 33″ E / 42.2683988920754°N,2.5592028225522°E                           |                                            |                            | Modifica les dades a Wikidata |
|        | Pineda                      | Montagut i Oix          | masia        |                                                        | 42° 15′ 51″ N, 2° 30′ 50″ E / 42.2642°N,2.51397°E 582 msnm                                   |                                            |                            | Modifica les dades a Wikidata |
|        | Plana Oliva                 | Montagut i Oix          | masia        |                                                        | 42° 14′ 07″ N, 2° 32′ 01″ E / 42.235219295004°N,2.5334871788847°E                            |                                            |                            | Modifica les dades a Wikidata |
|        | Plansalloses                | Montagut i Oix          | masia        |                                                        | 42° 15′ 17″ N, 2° 35′ 06″ E / 42.2546346785632°N,2.58503612064971°E                          |                                            |                            | Modifica les dades a Wikidata |
|        | Plujà                       | Montagut i Oix          | masia        |                                                        | 42° 15′ 39″ N, 2° 34′ 18″ E / 42.2609347124175°N,2.57160952896463°E                          |                                            |                            | Modifica les dades a Wikidata |
|        | Polí                        | Montagut i Oix          | masia        |                                                        | 42° 15′ 47″ N, 2° 34′ 05″ E / 42.2629387782489°N,2.56805553979719°E                          |                                            |                            | Modifica les dades a Wikidata |
|        | Proant                      | Montagut i Oix          | masia        |                                                        | 42° 15′ 32″ N, 2° 33′ 21″ E / 42.259019619465°N,2.55588556226504°E                           |                                            |                            | Modifica les dades a Wikidata |
|        | Puigcomte                   | Montagut i Oix          | masia        |                                                        | 42° 14′ 17″ N, 2° 35′ 22″ E / 42.2379620481031°N,2.58947219695639°E                          |                                            |                            | Modifica les dades a Wikidata |
|        | Rodoreda                    | Montagut i Oix          | masia        |                                                        | 42° 15′ 37″ N, 2° 31′ 18″ E / 42.2602152703726°N,2.52174752672611°E                          |                                            |                            | Modifica les dades a Wikidata |
|        | Santaló                     | Montagut i Oix          | masia        |                                                        | 42° 12′ 27″ N, 2° 33′ 55″ E / 42.207424606351°N,2.5651881314078°E                            |                                            |                            | Modifica les dades a Wikidata |
|        | Serradells                  | Montagut i Oix          | masia        |                                                        | 42° 15′ 35″ N, 2° 29′ 44″ E / 42.2597337861775°N,2.49555096253467°E                          |                                            |                            | Modifica les dades a Wikidata |
|        | el Bac                      | Montagut i Oix          | masia        |                                                        | 42° 16′ 04″ N, 2° 29′ 58″ E / 42.2676678767921°N,2.49957404581808°E                          |                                            |                            | Modifica les dades a Wikidata |
|        | el Bac de Dalt              | Montagut i Oix          | masia        |                                                        | 42° 16′ 05″ N, 2° 32′ 43″ E / 42.2681191575239°N,2.54522381095623°E                          |                                            |                            | Modifica les dades a Wikidata |
|        | el Bosquet                  | Montagut i Oix          | masia        |                                                        | 42° 18′ 08″ N, 2° 36′ 48″ E / 42.3021601378195°N,2.61329566171174°E                          |                                            |                            | Modifica les dades a Wikidata |
|        | el Casal                    | Montagut i Oix          | masia        |                                                        | 42° 17′ 55″ N, 2° 32′ 19″ E / 42.2985791983695°N,2.5387326752478°E                           |                                            |                            | Modifica les dades a Wikidata |
|        | el Casals                   | Montagut i Oix          | masia        |                                                        | 42° 14′ 31″ N, 2° 31′ 40″ E / 42.2420211693606°N,2.52790895344658°E                          |                                            |                            | Modifica les dades a Wikidata |
|        | el Coll de Bucs             | Montagut i Oix          | masia        |                                                        | 42° 17′ 26″ N, 2° 29′ 07″ E / 42.2906779042353°N,2.48515127562283°E                          |                                            |                            | Modifica les dades a Wikidata |
|        | el Cós                      | Montagut i Oix          | masia        | Estat: ruïnós                                          | 42° 13′ 59″ N, 2° 34′ 27″ E / 42.23297796971304°N,2.5740462541580205°E                       |                                            |                            | Modifica les dades a Wikidata |
|        | el Forn                     | Montagut i Oix          | masia        |                                                        | 42° 16′ 22″ N, 2° 30′ 10″ E / 42.272788829383°N,2.50289260809624°E                           |                                            |                            | Modifica les dades a Wikidata |
|        | el Galí                     | Montagut i Oix          | masia        |                                                        | 42° 16′ 51″ N, 2° 30′ 08″ E / 42.2807656298887°N,2.50227201620566°E                          |                                            |                            | Modifica les dades a Wikidata |
|        | el Jordi                    | Montagut i Oix          | masia        |                                                        | 42° 17′ 47″ N, 2° 29′ 24″ E / 42.2964189982505°N,2.49011467495096°E                          |                                            |                            | Modifica les dades a Wikidata |
|        | el Maranyó                  | Montagut i Oix          | masia        |                                                        | 42° 17′ 18″ N, 2° 34′ 12″ E / 42.2883348330881°N,2.57006540642598°E                          |                                            |                            | Modifica les dades a Wikidata |
|        | el Mas Sec                  | Montagut i Oix          | masia        |                                                        | 42° 16′ 06″ N, 2° 32′ 15″ E / 42.2683942278121°N,2.53743708580737°E                          |                                            |                            | Modifica les dades a Wikidata |
|        | el Mercer de Toralles       | Montagut i Oix Toralles | masia        | Estil: arquitectura popular                            | 42° 15′ 36″ N, 2° 29′ 35″ E / 42.259958°N,2.492999°E ca:Toralles 625 msnm                    | bé integrant del patrimoni cultural català | El Mercer de Toralles      | Modifica les dades a Wikidata |
|        | el Molinot                  | Montagut i Oix Monars   | masia        |                                                        | 42° 19′ 31″ N, 2° 32′ 23″ E / 42.3252418816733°N,2.53984871017532°E                          |                                            |                            | Modifica les dades a Wikidata |
|        | el Paiaric                  | Montagut i Oix          | masia        |                                                        | 42° 15′ 50″ N, 2° 32′ 16″ E / 42.2638922771522°N,2.53772461953314°E                          |                                            |                            | Modifica les dades a Wikidata |
|        | el Peiró                    | Montagut i Oix          | masia        |                                                        | 42° 18′ 05″ N, 2° 33′ 30″ E / 42.3014663186897°N,2.55834137394629°E                          |                                            |                            | Modifica les dades a Wikidata |
|        | el Pi                       | Montagut i Oix          | masia        |                                                        | 42° 14′ 27″ N, 2° 35′ 53″ E / 42.2408024170172°N,2.59805933957348°E                          |                                            |                            | Modifica les dades a Wikidata |
|        | el Pla d'en Pei             | Montagut i Oix          | masia        |                                                        | 42° 16′ 30″ N, 2° 32′ 32″ E / 42.2750512669718°N,2.54228773587214°E                          |                                            |                            | Modifica les dades a Wikidata |
|        | el Puig                     | Montagut i Oix          | masia        |                                                        | 42° 17′ 20″ N, 2° 33′ 29″ E / 42.2888296840995°N,2.55809002934577°E                          |                                            |                            | Modifica les dades a Wikidata |
|        | el Pujol                    | Montagut i Oix          | masia        |                                                        | 42° 16′ 24″ N, 2° 34′ 54″ E / 42.273231170923°N,2.5817133096089°E                            |                                            |                            | Modifica les dades a Wikidata |
|        | el Ripoll                   | Montagut i Oix          | masia        |                                                        | 42° 17′ 56″ N, 2° 32′ 27″ E / 42.2989569600999°N,2.54085295477118°E                          |                                            |                            | Modifica les dades a Wikidata |
|        | el Rourell                  | Montagut i Oix          | masia        |                                                        | 42° 15′ 14″ N, 2° 34′ 16″ E / 42.2538809679383°N,2.5711117336889°E                           |                                            |                            | Modifica les dades a Wikidata |
|        | el Saiol                    | Montagut i Oix          | masia        |                                                        | 42° 18′ 59″ N, 2° 35′ 48″ E / 42.3163685778062°N,2.59665655530617°E                          |                                            |                            | Modifica les dades a Wikidata |
|        | el Salomó                   | Montagut i Oix          | masia        |                                                        | 42° 17′ 42″ N, 2° 29′ 13″ E / 42.2949637257336°N,2.48691173578094°E                          |                                            |                            | Modifica les dades a Wikidata |
|        | el Samsó                    | Montagut i Oix          | masia        |                                                        | 42° 17′ 39″ N, 2° 33′ 09″ E / 42.2940318211484°N,2.55255845832055°E                          |                                            |                            | Modifica les dades a Wikidata |
|        | el Soler                    | Montagut i Oix          | masia        |                                                        | 42° 16′ 58″ N, 2° 29′ 27″ E / 42.2826433272124°N,2.49096560381459°E                          |                                            |                            | Modifica les dades a Wikidata |
|        | el Solà                     | Montagut i Oix          | masia        |                                                        | 42° 17′ 26″ N, 2° 29′ 53″ E / 42.2905907059507°N,2.49798555087617°E                          |                                            |                            | Modifica les dades a Wikidata |
|        | el Soms                     | Montagut i Oix          | masia        |                                                        | 42° 18′ 32″ N, 2° 33′ 19″ E / 42.3089113071612°N,2.55520741009579°E                          |                                            |                            | Modifica les dades a Wikidata |
|        | el Terraplè                 | Montagut i Oix          | masia        |                                                        | 42° 16′ 09″ N, 2° 32′ 03″ E / 42.2691200062004°N,2.53429116777366°E                          |                                            |                            | Modifica les dades a Wikidata |
|        | el Vaquer                   | Montagut i Oix          | masia        |                                                        | 42° 17′ 54″ N, 2° 33′ 47″ E / 42.2982777302342°N,2.56293723618848°E 614 msnm                 |                                            | El Vaquer (Montagut i Oix) | Modifica les dades a Wikidata |
|        | els Amorriadors             | Montagut i Oix          | masia        |                                                        | 42° 17′ 49″ N, 2° 29′ 59″ E / 42.2970382700273°N,2.49985108234358°E                          |                                            |                            | Modifica les dades a Wikidata |
|        | els Gorgs                   | Montagut i Oix          | masia        |                                                        | 42° 14′ 41″ N, 2° 32′ 54″ E / 42.2447155330859°N,2.54841012440335°E                          |                                            |                            | Modifica les dades a Wikidata |
|        | els Masos                   | Montagut i Oix          | masia        |                                                        | 42° 16′ 58″ N, 2° 28′ 53″ E / 42.2828169789699°N,2.48147969441318°E                          |                                            |                            | Modifica les dades a Wikidata |
|        | l'Aiguavella                | Montagut i Oix          | masia        |                                                        | 42° 16′ 13″ N, 2° 33′ 06″ E / 42.2701976312511°N,2.55158721052912°E                          |                                            |                            | Modifica les dades a Wikidata |
|        | l'Alou                      | Montagut i Oix          | masia        |                                                        | 42° 16′ 08″ N, 2° 31′ 09″ E / 42.2689402790329°N,2.51911089172732°E                          |                                            |                            | Modifica les dades a Wikidata |
|        | l'Espigoler                 | Montagut i Oix          | masia        |                                                        | 42° 15′ 04″ N, 2° 34′ 06″ E / 42.2511509653085°N,2.56841479447885°E                          |                                            |                            | Modifica les dades a Wikidata |
|        | la Barraca                  | Montagut i Oix          | masia        |                                                        | 42° 14′ 02″ N, 2° 35′ 53″ E / 42.2338855415201°N,2.59804263566544°E                          |                                            |                            | Modifica les dades a Wikidata |
|        | la Bora                     | Montagut i Oix          | masia        |                                                        | 42° 19′ 05″ N, 2° 31′ 32″ E / 42.3179333566348°N,2.52547311236222°E                          |                                            |                            | Modifica les dades a Wikidata |
|        | la Canova                   | Montagut i Oix          | masia        |                                                        | 42° 16′ 22″ N, 2° 33′ 54″ E / 42.272644689249°N,2.5649333704811°E                            |                                            |                            | Modifica les dades a Wikidata |
|        | la Carrera                  | Montagut i Oix          | masia        |                                                        | 42° 16′ 05″ N, 2° 32′ 21″ E / 42.2679511539345°N,2.53923492728893°E                          |                                            |                            | Modifica les dades a Wikidata |
|        | la Caseta                   | Montagut i Oix          | masia        |                                                        | 42° 18′ 16″ N, 2° 37′ 19″ E / 42.3045754890565°N,2.62190725007002°E                          |                                            |                            | Modifica les dades a Wikidata |
|        | la Closa                    | Montagut i Oix          | masia        |                                                        | 42° 16′ 14″ N, 2° 31′ 59″ E / 42.2706280250795°N,2.53305532030199°E                          |                                            |                            | Modifica les dades a Wikidata |
|        | la Collada                  | Montagut i Oix          | masia        |                                                        | 42° 15′ 48″ N, 2° 32′ 37″ E / 42.2632767905518°N,2.54370663968703°E                          |                                            |                            | Modifica les dades a Wikidata |
|        | la Costa                    | Montagut i Oix Toralles | masia        | Estil: arquitectura popular 18th century Estat: ruïnós | 42° 15′ 45″ N, 2° 29′ 13″ E / 42.262637°N,2.486879°E 708 msnm                                | bé integrant del patrimoni cultural català | La Costa (Toralles)        | Modifica les dades a Wikidata |
|        | la Ferreria                 | Montagut i Oix          | masia        |                                                        | 42° 16′ 07″ N, 2° 31′ 04″ E / 42.2686465400161°N,2.51779141001465°E                          |                                            |                            | Modifica les dades a Wikidata |
|        | la Fou                      | Montagut i Oix          | masia        |                                                        | 42° 18′ 10″ N, 2° 33′ 22″ E / 42.30285479689°N,2.5560394936438°E                             |                                            |                            | Modifica les dades a Wikidata |
|        | la Fàbrega                  | Montagut i Oix          | masia        |                                                        | 42° 12′ 40″ N, 2° 34′ 38″ E / 42.21107022517°N,2.5773377340797°E                             |                                            |                            | Modifica les dades a Wikidata |
|        | la Gurata                   | Montagut i Oix          | masia        |                                                        | 42° 18′ 55″ N, 2° 31′ 43″ E / 42.3152539654062°N,2.52873322447414°E                          |                                            |                            | Modifica les dades a Wikidata |
|        | la Jaça                     | Montagut i Oix          | masia        |                                                        | 42° 17′ 21″ N, 2° 34′ 22″ E / 42.2892909288983°N,2.57286088561216°E                          |                                            |                            | Modifica les dades a Wikidata |
|        | la Llibra                   | Montagut i Oix          | masia        |                                                        | 42° 13′ 46″ N, 2° 34′ 46″ E / 42.2293694053006°N,2.57934849919153°E                          |                                            |                            | Modifica les dades a Wikidata |
|        | la Mesquita                 | Montagut i Oix          | masia        |                                                        | 42° 13′ 30″ N, 2° 33′ 21″ E / 42.2251203675852°N,2.5559657076677°E                           |                                            |                            | Modifica les dades a Wikidata |
|        | la Montada                  | Montagut i Oix          | masia        |                                                        | 42° 16′ 22″ N, 2° 31′ 35″ E / 42.272690003906°N,2.52635834509218°E                           |                                            |                            | Modifica les dades a Wikidata |
|        | la Muntada                  | Montagut i Oix          | masia        |                                                        | 42° 18′ 02″ N, 2° 35′ 14″ E / 42.3004755956777°N,2.58734362116854°E                          |                                            |                            | Modifica les dades a Wikidata |
|        | la Noguera                  | Montagut i Oix          | masia        |                                                        | 42° 15′ 35″ N, 2° 32′ 40″ E / 42.2597037341967°N,2.54431435901048°E                          |                                            |                            | Modifica les dades a Wikidata |
|        | la Portella                 | Montagut i Oix          | masia        |                                                        | 42° 15′ 48″ N, 2° 29′ 09″ E / 42.263257213561°N,2.48585942405796°E                           |                                            |                            | Modifica les dades a Wikidata |
|        | la Quera de Talaixà         | Montagut i Oix          | masia        | Estil: arquitectura gòtica                             | 42° 18′ 14″ N, 2° 34′ 39″ E / 42.303804°N,2.577606°E                                         | bé integrant del patrimoni cultural català |                            | Modifica les dades a Wikidata |
|        | la Quintana                 | Montagut i Oix          | masia        |                                                        | 42° 16′ 56″ N, 2° 29′ 30″ E / 42.282159700358°N,2.49157591713753°E                           |                                            |                            | Modifica les dades a Wikidata |
|        | la Rodeja                   | Montagut i Oix          | masia        |                                                        | 42° 16′ 18″ N, 2° 31′ 19″ E / 42.2715914338346°N,2.52206170338982°E 435 msnm                 |                                            | La Rodeja                  | Modifica les dades a Wikidata |
|        | la Rovira                   | Montagut i Oix          | masia        |                                                        | 42° 18′ 01″ N, 2° 29′ 23″ E / 42.3001903406325°N,2.48961110552821°E                          |                                            |                            | Modifica les dades a Wikidata |
|        | la Sala                     | Montagut i Oix          | masia        |                                                        | 42° 16′ 43″ N, 2° 33′ 28″ E / 42.2786782461879°N,2.55771223980252°E                          |                                            |                            | Modifica les dades a Wikidata |
|        | la Sala de Santa Bàrbara    | Montagut i Oix          | masia        | Estil: arquitectura popular                            | 42° 16′ 43″ N, 2° 33′ 27″ E / 42.278628°N,2.557393°E                                         | bé integrant del patrimoni cultural català |                            | Modifica les dades a Wikidata |
|        | la Teuleria del Cós         | Montagut i Oix          | masia        |                                                        | 42° 14′ 27″ N, 2° 33′ 55″ E / 42.2408902569285°N,2.56534551444702°E                          |                                            |                            | Modifica les dades a Wikidata |
|        | la Vinyota                  | Montagut i Oix          | masia        |                                                        | 42° 16′ 58″ N, 2° 29′ 06″ E / 42.2828052105181°N,2.48486365038392°E                          |                                            |                            | Modifica les dades a Wikidata |
|        | les Feixes                  | Montagut i Oix          | masia        |                                                        | 42° 13′ 49″ N, 2° 35′ 14″ E / 42.2303524029341°N,2.58714628510118°E                          |                                            |                            | Modifica les dades a Wikidata |
|        | les Oliveres                | Montagut i Oix          | masia        |                                                        | 42° 17′ 01″ N, 2° 29′ 06″ E / 42.2834904182214°N,2.4850278696497°E                           |                                            |                            | Modifica les dades a Wikidata |

## molí d'aigua
| imatge | Nom                 | Ubicat a       | instància de | Detalls                     | coordenades                                                                    | Protecció                                  | Commons (més fotos) | Dades a WD                    |
| ------ | ------------------- | -------------- | ------------ | --------------------------- | ------------------------------------------------------------------------------ | ------------------------------------------ | ------------------- | ----------------------------- |
|        | Molí d'Escales      | Montagut i Oix | molí d'aigua | Estil: arquitectura popular | 42° 17′ 14″ N, 2° 33′ 26″ E / 42.287235°N,2.55726°E ca:Riera de Beget 345 msnm | bé integrant del patrimoni cultural català |                     | Modifica les dades a Wikidata |
|        | Molí d'en Galzeran  | Montagut i Oix | molí d'aigua |                             | 42° 16′ 17″ N, 2° 35′ 29″ E / 42.2713458206651°N,2.59132923463907°E            |                                            |                     | Modifica les dades a Wikidata |
|        | Molí d'en Gussinyer | Montagut i Oix | molí d'aigua |                             | 42° 13′ 32″ N, 2° 32′ 55″ E / 42.2254519483969°N,2.5486201452233°E             |                                            |                     | Modifica les dades a Wikidata |
|        | Molí de Cal Quic    | Montagut i Oix | molí d'aigua |                             | 42° 16′ 34″ N, 2° 29′ 46″ E / 42.2760193784955°N,2.49608809748222°E            |                                            |                     | Modifica les dades a Wikidata |
|        | Molí de Sant Aniol  | Montagut i Oix | molí d'aigua |                             | 42° 18′ 55″ N, 2° 35′ 19″ E / 42.315268°N,2.588571°E 430 msnm                  |                                            |                     | Modifica les dades a Wikidata |
|        | Molí del Noc        | Montagut i Oix | molí d'aigua |                             | 42° 13′ 48″ N, 2° 32′ 56″ E / 42.2299018802924°N,2.54883081024258°E            |                                            |                     | Modifica les dades a Wikidata |
|        | Molí del Vilar      | Montagut i Oix | molí d'aigua |                             | 42° 17′ 35″ N, 2° 33′ 07″ E / 42.2929487889645°N,2.55197173050738°E            |                                            |                     | Modifica les dades a Wikidata |

## muntanya
| imatge | Nom                   | Ubicat a                 | instància de | Detalls | coordenades                                                             | Protecció | Commons (més fotos)            | Dades a WD                    |
| ------ | --------------------- | ------------------------ | ------------ | ------- | ----------------------------------------------------------------------- | --------- | ------------------------------ | ----------------------------- |
|        | Comanegra             | Montagut i Oix la Menera | muntanya     |         | 42° 20′ 00″ N, 2° 31′ 40″ E / 42.3333072525°N,2.52776092867°E 1557 msnm |           | Comanegra                      | Modifica les dades a Wikidata |
|        | Martanyà              | Montagut i Oix           | muntanya     |         | 42° 18′ 35″ N, 2° 36′ 24″ E / 42.30962222°N,2.60674722°E 1031 msnm      |           | Martanyà                       | Modifica les dades a Wikidata |
|        | Montmajor             | Montagut i Oix           | muntanya     |         | 42° 16′ 08″ N, 2° 28′ 59″ E / 42.2687834061°N,2.48304982626°E 1074 msnm |           |                                | Modifica les dades a Wikidata |
|        | Montpetit             | Montagut i Oix           | muntanya     |         | 42° 15′ 49″ N, 2° 29′ 59″ E / 42.263525°N,2.49985°E 900.9 msnm          |           |                                | Modifica les dades a Wikidata |
|        | Puig Cubell           | Montagut i Oix           | muntanya     |         | 42° 15′ 17″ N, 2° 33′ 10″ E / 42.2547°N,2.55275°E 572.1 msnm            |           |                                | Modifica les dades a Wikidata |
|        | Puig Gavarrós         | Montagut i Oix           | muntanya     |         | 42° 15′ 28″ N, 2° 31′ 35″ E / 42.25769167°N,2.52635278°E 666.3 msnm     |           |                                | Modifica les dades a Wikidata |
|        | Puig Sacreu           | Montagut i Oix           | muntanya     |         | 42° 15′ 23″ N, 2° 34′ 10″ E / 42.2563°N,2.56949°E 595.7 msnm            |           |                                | Modifica les dades a Wikidata |
|        | Puig Sanoguera        | Albanyà Montagut i Oix   | muntanya     |         | 42° 19′ 15″ N, 2° 34′ 35″ E / 42.32097222°N,2.5763°E 1029 msnm          |           |                                | Modifica les dades a Wikidata |
|        | Puig d'Espinavell     | Albanyà Montagut i Oix   | muntanya     |         | 42° 18′ 18″ N, 2° 37′ 54″ E / 42.305025°N,2.63176389°E 1060.1 msnm      |           |                                | Modifica les dades a Wikidata |
|        | Puig de Bassegoda     | Albanyà Montagut i Oix   | muntanya     |         | 42° 18′ 46″ N, 2° 37′ 51″ E / 42.3127998427°N,2.63072820832°E 1373 msnm |           | Puig de Bassegoda              | Modifica les dades a Wikidata |
|        | Puig de Mas d'en Coll | Montagut i Oix           | muntanya     |         | 42° 19′ 26″ N, 2° 35′ 34″ E / 42.324°N,2.59285°E 1031 msnm              |           | Puig de Mas d'en Coll          | Modifica les dades a Wikidata |
|        | Puig de Plansesserres | Montagut i Oix           | muntanya     |         | 42° 17′ 23″ N, 2° 34′ 42″ E / 42.28979722°N,2.57841389°E 807.9 msnm     |           |                                | Modifica les dades a Wikidata |
|        | Puig de Sant Marc     | Albanyà Montagut i Oix   | muntanya     |         | 42° 19′ 04″ N, 2° 33′ 44″ E / 42.31768028°N,2.56213056°E 1327 msnm      |           |                                | Modifica les dades a Wikidata |
|        | Puig de l'Espigoler   | Montagut i Oix           | muntanya     |         | 42° 15′ 11″ N, 2° 33′ 54″ E / 42.25303333°N,2.565°E 568.2 msnm          |           |                                | Modifica les dades a Wikidata |
|        | Puig de les Bruixes   | Montagut i Oix Albanyà   | muntanya     |         | 42° 19′ 28″ N, 2° 33′ 20″ E / 42.3244930629°N,2.55549817266°E 1391 msnm |           | Puig de les Bruixes (Garrotxa) | Modifica les dades a Wikidata |
|        | Tossal Gros           | Montagut i Oix           | muntanya     |         | 42° 18′ 20″ N, 2° 32′ 12″ E / 42.30565556°N,2.53676389°E 827.3 msnm     |           |                                | Modifica les dades a Wikidata |
|        | Turó d'en Xa          | Montagut i Oix Camprodon | muntanya     |         | 42° 18′ 50″ N, 2° 31′ 32″ E / 42.3139°N,2.52547°E 921.8 msnm            |           |                                | Modifica les dades a Wikidata |
|        | el Cós                | Montagut i Oix           | muntanya     |         | 42° 13′ 51″ N, 2° 34′ 21″ E / 42.2309°N,2.57237°E 604.8 msnm            |           |                                | Modifica les dades a Wikidata |
|        | el Ferran             | Montagut i Oix           | muntanya     |         | 42° 17′ 42″ N, 2° 34′ 21″ E / 42.29487778°N,2.57246111°E 985 msnm       |           | El Ferran (Montagut i Oix)     | Modifica les dades a Wikidata |
|        | l'Amorriador          | Montagut i Oix Camprodon | muntanya     |         | 42° 19′ 15″ N, 2° 31′ 26″ E / 42.3208°N,2.52381°E 1104 msnm             |           |                                | Modifica les dades a Wikidata |

## nucli de població
| imatge | Nom       | Ubicat a                          | instància de                                           | Detalls | coordenades                                                                  | Protecció | Commons (més fotos) | Dades a WD                    |
| ------ | --------- | --------------------------------- | ------------------------------------------------------ | ------- | ---------------------------------------------------------------------------- | --------- | ------------------- | ----------------------------- |
|        | Rabassa   | Montagut i Oix                    | nucli de població                                      |         | 42° 17′ 50″ N, 2° 29′ 52″ E / 42.297211103202°N,2.4978494457624°E            |           |                     | Modifica les dades a Wikidata |
|        | Riu       | Montagut i Oix Oix                | nucli de població ens local històric de Catalunya      |         | 42° 17′ 47″ N, 2° 35′ 38″ E / 42.29629305555556°N,2.593906111111111°E        |           |                     | Modifica les dades a Wikidata |
|        | el Cós    | Montagut i Oix el Cós i la Cometa | nucli de població nucli d'entitat singular de població | 42 hab  | 42° 13′ 15″ N, 2° 33′ 46″ E / 42.220924370435°N,2.5626722040103°E 537 msnm   |           |                     | Modifica les dades a Wikidata |
|        | la Cometa | Montagut i Oix el Cós i la Cometa | nucli de població nucli d'entitat singular de població | 215 hab | 42° 13′ 23″ N, 2° 34′ 40″ E / 42.2231222794739°N,2.57777839441913°E 305 msnm |           |                     | Modifica les dades a Wikidata |

## pedrera
| imatge | Nom                     | Ubicat a       | instància de | Detalls | coordenades                                                         | Protecció | Commons (més fotos) | Dades a WD                    |
| ------ | ----------------------- | -------------- | ------------ | ------- | ------------------------------------------------------------------- | --------- | ------------------- | ----------------------------- |
|        | Pedrera de Can Bundanci | Montagut i Oix | pedrera      |         | 42° 14′ 44″ N, 2° 33′ 31″ E / 42.2454220785122°N,2.55870825602403°E |           |                     | Modifica les dades a Wikidata |
|        | Pedrera dels Gorgs      | Montagut i Oix | pedrera      |         | 42° 14′ 50″ N, 2° 32′ 40″ E / 42.2472665185316°N,2.54441600307154°E |           |                     | Modifica les dades a Wikidata |
|        | la Pedrera              | Montagut i Oix | pedrera      |         | 42° 16′ 45″ N, 2° 35′ 21″ E / 42.2790924495855°N,2.58916893861875°E |           |                     | Modifica les dades a Wikidata |

## pont
| imatge | Nom                      | Ubicat a                                | instància de | Detalls                                                                  | coordenades                                                         | Protecció                                  | Commons (més fotos)                             | Dades a WD                    |
| ------ | ------------------------ | --------------------------------------- | ------------ | ------------------------------------------------------------------------ | ------------------------------------------------------------------- | ------------------------------------------ | ----------------------------------------------- | ----------------------------- |
|        | Passeres del Forn        | Montagut i Oix                          | pont         | Travessa: riera d'Oix                                                    | 42° 16′ 12″ N, 2° 30′ 29″ E / 42.2701275515548°N,2.50812774372185°E |                                            |                                                 | Modifica les dades a Wikidata |
|        | Pont d'en Valentí        | Montagut i Oix                          | pont         | Estil: arquitectura popular Travessa: riera d'Escales                    | 42° 17′ 09″ N, 2° 35′ 22″ E / 42.285966°N,2.589533°E                | bé integrant del patrimoni cultural català | Pont d'en Valentí (Montagut i Oix)              | Modifica les dades a Wikidata |
|        | Pont del Fluvià          | Montagut i Oix                          | pont         | Travessa: Fluvià                                                         | 42° 13′ 17″ N, 2° 33′ 06″ E / 42.2212937012882°N,2.55159413651395°E |                                            |                                                 | Modifica les dades a Wikidata |
|        | Pont medieval d'Oix      | Montagut i Oix                          | pont         | Travessa: riera d'Oix                                                    | 42° 16′ 15″ N, 2° 31′ 54″ E / 42.270767°N,2.531541°E                | bé integrant del patrimoni cultural català | Pont medieval d'Oix                             | Modifica les dades a Wikidata |
|        | Pont sobre el Fluvià     | Montagut i Oix                          | pont         | Travessa: Fluvià                                                         | 42° 13′ 09″ N, 2° 34′ 07″ E / 42.219215°N,2.568667°E                | bé integrant del patrimoni cultural català | Pont sobre el Fluvià (Montagut i Oix)           | Modifica les dades a Wikidata |
|        | Pont sobre el Fluvià     | Castellfollit de la Roca Montagut i Oix | pont         | Estil: arquitectura popular Travessa: Fluvià Estat: parcialment destruït | 42° 13′ 18″ N, 2° 32′ 59″ E / 42.221653°N,2.549795°E                | bé integrant del patrimoni cultural català | Pont sobre el Fluvià (Castellfollit de la Roca) | Modifica les dades a Wikidata |
|        | el Pas del Duc           | Montagut i Oix                          | pont         | Travessa: Llierca                                                        | 42° 16′ 33″ N, 2° 35′ 26″ E / 42.2759181038265°N,2.59052355195667°E |                                            |                                                 | Modifica les dades a Wikidata |
|        | el Pas del Pi            | Montagut i Oix                          | pont         |                                                                          | 42° 17′ 06″ N, 2° 33′ 27″ E / 42.2849012206934°N,2.55763232766266°E |                                            |                                                 | Modifica les dades a Wikidata |
|        | el Pas dels Aures        | Montagut i Oix                          | pont         |                                                                          | 42° 16′ 37″ N, 2° 35′ 28″ E / 42.2769832780325°N,2.59120791960735°E |                                            |                                                 | Modifica les dades a Wikidata |
|        | les Passeres de la Farga | Montagut i Oix                          | pont         |                                                                          | 42° 17′ 29″ N, 2° 35′ 18″ E / 42.2913559506367°N,2.58834931002961°E |                                            |                                                 | Modifica les dades a Wikidata |

## serra
| imatge | Nom                 | Ubicat a                           | instància de | Detalls | coordenades                                                         | Protecció | Commons (més fotos) | Dades a WD                    |
| ------ | ------------------- | ---------------------------------- | ------------ | ------- | ------------------------------------------------------------------- | --------- | ------------------- | ----------------------------- |
|        | Cingles de Gitarriu | Montagut i Oix                     | serra cingle |         | 42° 17′ 35″ N, 2° 36′ 51″ E / 42.2931°N,2.61423°E 1192.8 msnm       |           |                     | Modifica les dades a Wikidata |
|        | Muntanya de Canemàs | Montagut i Oix Sant Joan les Fonts | serra        |         | 42° 12′ 06″ N, 2° 34′ 33″ E / 42.20166667°N,2.57590556°E 733.5 msnm |           |                     | Modifica les dades a Wikidata |
|        | Serra Alta          | Montagut i Oix Sales de Llierca    | serra        |         | 42° 15′ 54″ N, 2° 34′ 50″ E / 42.2649°N,2.58052°E 615.4 msnm        |           |                     | Modifica les dades a Wikidata |
|        | Serra del Toix      | Montagut i Oix                     | serra        |         | 42° 15′ 24″ N, 2° 31′ 02″ E / 42.256793°N,2.517277°E 767.2 msnm     |           |                     | Modifica les dades a Wikidata |
|        | Serrat dels Boixos  | Montagut i Oix                     | serra        |         | 42° 17′ 41″ N, 2° 29′ 46″ E / 42.294769°N,2.496234°E 885 msnm       |           |                     | Modifica les dades a Wikidata |
|        | serra de Bestracà   | Camprodon Montagut i Oix           | serra        |         | 42° 17′ 32″ N, 2° 31′ 20″ E / 42.2923°N,2.52211°E 1056 msnm         |           |                     | Modifica les dades a Wikidata |
|        | serrat de Pineda    | Montagut i Oix                     | serra        |         | 42° 15′ 19″ N, 2° 31′ 08″ E / 42.25522778°N,2.51882417°E 767.2 msnm |           |                     | Modifica les dades a Wikidata |

## vèrtex geodèsic
| imatge | Nom                           | Ubicat a       | instància de    | Detalls   | coordenades                                                                  | Protecció | Commons (més fotos)           | Dades a WD                    |
| ------ | ----------------------------- | -------------- | --------------- | --------- | ---------------------------------------------------------------------------- | --------- | ----------------------------- | ----------------------------- |
|        | Bassegoda                     | Montagut i Oix | vèrtex geodèsic | Alt: 1.2m | 42° 18′ 46″ N, 2° 37′ 51″ E / 42.312811°N,2.630724°E 1373.431 msnm           |           |                               | Modifica les dades a Wikidata |
|        | Cos                           | Montagut i Oix | vèrtex geodèsic | Alt: 1.2m | 42° 13′ 51″ N, 2° 34′ 20″ E / 42.230909°N,2.572311°E 611.582 msnm            |           |                               | Modifica les dades a Wikidata |
|        | vèrtex geodèsic del Comanegra | Montagut i Oix | vèrtex geodèsic | Alt: 1.2m | 42° 20′ 00″ N, 2° 31′ 40″ E / 42.333302°N,2.527763°E Comanegra 1557.356 msnm |           | Vèrtex geodèsic del Comanegra | Modifica les dades a Wikidata |

## Misc
| imatge | Nom                                                   | Ubicat a       | instància de        | Detalls                                                                   | coordenades                                                                               | Protecció                                            | Commons (més fotos)                 | Dades a WD                    |
| ------ | ----------------------------------------------------- | -------------- | ------------------- | ------------------------------------------------------------------------- | ----------------------------------------------------------------------------------------- | ---------------------------------------------------- | ----------------------------------- | ----------------------------- |
|        | Fàbrica als peus del cingle basàltic de Castellfollit | Montagut i Oix | edifici             | Estil: arquitectura popular                                               | 42° 13′ 13″ N, 2° 33′ 20″ E / 42.220188°N,2.555475°E                                      | bé integrant del patrimoni cultural català           |                                     | Modifica les dades a Wikidata |
|        | Roda de molí de Tumany                                | Montagut i Oix | mola de molí        | Estil: arquitectura popular                                               |                                                                                           | bé integrant del patrimoni cultural català           |                                     | Modifica les dades a Wikidata |
|        | Teuleria de Santaló                                   | Montagut i Oix | teuleria            | Estil: arquitectura popular                                               |                                                                                           | bé integrant del patrimoni cultural català           |                                     | Modifica les dades a Wikidata |
|        | Torre de Talaixà                                      | Montagut i Oix | torre de sentinella | Estat: ruïnós                                                             | 42° 18′ 08″ N, 2° 34′ 14″ E / 42.302222°N,2.570556°E                                      | bé d'interès cultural bé cultural d'interès nacional | Torre de Talaixà                    | Modifica les dades a Wikidata |
|        | casa consistorial de Montagut i Oix                   | Montagut i Oix | casa consistorial   |                                                                           | 42° 13′ 58″ N, 2° 35′ 44″ E / 42.23271845219773°N,2.595614804758222°E                     |                                                      |                                     | Modifica les dades a Wikidata |
|        | casa rectoral de Sant Aniol d'Aguja                   | Montagut i Oix | rectoria            | Estil: arquitectura popular                                               | 42° 19′ 01″ N, 2° 35′ 15″ E / 42.316972°N,2.58759°E ca:Vall de Sant Aniol 442 msnm        | bé integrant del patrimoni cultural català           | Casa rectoral de Sant Aniol d'Aguja | Modifica les dades a Wikidata |
|        | roures d'Ormoier                                      | Montagut i Oix | arbre singular      | Taxon: roure pènol (Quercus robur) Ample: 28.6m Alt: 27m Perímetre: 5.17m | 42° 17′ 51″ N, 2° 32′ 08″ E / 42.297362°N,2.535586°E ca:Pla de Plancesilles, Oix 390 msnm | arbre monumental                                     | Roures d'Hortmoier                  | Modifica les dades a Wikidata |
|        | salt del Brull                                        | Montagut i Oix | salt d'aigua        |                                                                           | 42° 19′ 19″ N, 2° 35′ 07″ E / 42.32184°N,2.58516°E                                        |                                                      |                                     | Modifica les dades a Wikidata |